# Cryin'
"Cryin'" — силова балада американського хард-рок гурту Aerosmith, написана Стівеном Тайлером, Джо Перрі та Тейлором Роудсом. Була випущена лейблом Geffen Records 20 червня 1993 року як сингл з їхнього одинадцятого студійного альбому Get a Grip. Сингл досяг 12 місця в американському Billboard Hot 100, завершивши рік на 60 позиції. Ця пісня є одним із їхніх найуспішніших хітів у Європі, посіла перше місце в Норвегії, третє місце в Ісландії, Португалії та Швеції та 17 місце в UK Singles Chart. Пісня стала золотою в Сполучених Штатах, продавши понад 500 000 копій.
У кліпі на пісню беруть участь Алісія Сільверстоун, Стівен Дорфф і Джош Голловей.

## Музичний відеокліп
Музичний відеокліп на пісню, знятий Марті Калнером, включає першу з трьох послідовних появ Алісії Сільверстоун у відео гурту, наступні дві — «Amazing» (1993) і «Crazy» (1994). Сільверстоун тоді було 16 років, коли знімали "Cryin'". У відео група виступає в Центральній конгрегаційній церкві у Фолл-Рівері, штат Массачусетс. Відео миготить туди-сюди між групою та Сільверстоун, яка грає підлітка, що посварилася зі своїм хлопцем (його грає Стівен Дорфф) після того, як зловила його на зраді. Вона вдає, що намагається поцілувати його, але замість цього відхиляється, дратуючи його. Потім вона б’є його кулаком і виштовхує з машини, залишаючи в пилу. Вона починає фазу бунтарства та індивідуальності та робить пірсинг пупка, який в основному вважається введенням в основну культуру. Після того, як її гаманець вкрав інший молодий чоловік (його грає тоді ще невідомий Джош Голловей), вона переслідує його і валить на землю. Потім відео переходить до того, як вона стоїть на краю естакади, розмірковуючи про стрибок. На місце прибуває її колишній хлопець разом із численними поліцейськими, які закликають її спуститися з мосту. Вона стрибає, але відкривається мотузка банджі, яка зупиняє її падіння та залишає її бовтатися над автострадою, сміючись над персонажем Дорффа. Відео закінчується висячою Сільверстоун, який дивиться вгору та показує Дорффу середній палець.
Відео мало шалений успіх на MTV, ставши найбільш затребуваним відео в 1993 році і принесло групі кілька нагород на Video Music Awards.

## Чарти
| \| Чарт (1993–1994) \| Пік позиції \| \| --------------------------------------------- \| ----------- \| \| Австралія (ARIA)[6] \| 80 \| \| Австрія (Ö3 Austria Top 75)[7] \| 5 \| \| Бельгія (Ultratop Flanders)[8] \| 8 \| \| Canada Top Singles (RPM)[9] \| 8 \| \| Данія (IFPI)[10] \| 6 \| \| Європа (Eurochart Hot 100)[11] \| 7 \| \| Франція (SNEP)[12] \| 6 \| \| Німеччина (Media Control AG)[13] \| 7 \| \| Ісландія (Íslenski Listinn Topp 40)[14] \| 3 \| \| Ірландія (IRMA)[15] \| 20 \| \| Нідерланди (Dutch Top 40)[16] \| 7 \| \| Нідерланди (Mega Single Top 100)[17] \| 5 \| \| Норвегія (VG-lista)[18] \| 1 \| \| Португалія (AFP)[19] \| 3 \| \| Швеція (Sverigetopplistan)[20] \| 3 \| \| Швейцарія (Media Control AG)[21] \| 4 \| \| Велика Британія (Official Charts Company)[22] \| 17 \| \| США (Billboard Hot 100)[23] \| 12 \| \| США (Mainstream Rock) (Billboard)[24] \| 1 \| \| США (Mainstream Top 40) (Billboard)[25] \| 11 \| |             |
| Чарт (1993–1994) | Пік позиції |
| Австралія (ARIA) | 80          |
| Австрія (Ö3 Austria Top 75) | 5           |
| Бельгія (Ultratop Flanders) | 8           |
| Canada Top Singles (RPM) | 8           |
| Данія (IFPI) | 6           |
| Європа (Eurochart Hot 100) | 7           |
| Франція (SNEP) | 6           |
| Німеччина (Media Control AG) | 7           |
| Ісландія (Íslenski Listinn Topp 40) | 3           |
| Ірландія (IRMA) | 20          |
| Нідерланди (Dutch Top 40) | 7           |
| Нідерланди (Mega Single Top 100) | 5           |
| Норвегія (VG-lista) | 1           |
| Португалія (AFP) | 3           |
| Швеція (Sverigetopplistan) | 3           |
| Швейцарія (Media Control AG) | 4           |
| Велика Британія (Official Charts Company) | 17          |
| США (Billboard Hot 100) | 12          |
| США (Mainstream Rock) (Billboard) | 1           |
| США (Mainstream Top 40) (Billboard) | 11          |

### Чарти на кінець року
| Чарти (1993)                        | Позиція |
| ----------------------------------- | ------- |
| Canada Top Singles (RPM)            | 62      |
| Ісландія (Íslenski Listinn Topp 40) | 65      |
| Нідерланди (Dutch Top 40)           | 59      |
| Нідерланди (Single Top 100)         | 93      |
| US Billboard Hot 100                | 60      |

| Чарт (1994)                        | Позиція |
| ---------------------------------- | ------- |
| Бельгія (Ultratop)                 | 92      |
| Європа (Eurochart Hot 100)         | 42      |
| Німеччина (Official German Charts) | 78      |
| Швеція (Sverigetopplistan)         | 93      |
| Швейцарія (Schweizer Hitparade)    | 45      |

## Нагороди
- MTV Video Music Award for Video of the Year[en], 1994[5]
- MTV Video Music Award for Viewer's Choice[en], 1994[5]
- MTV Video Music Award for Best Group Video[en], 1994[5]